# Olwen Wymark
Olwen Margaret Wymark (nombres de nacimiento Buck,  Oakland (California), 14 de febrero de 1932 – 14 de junio de 2013) fue una escritora y dramaturga estadounidense.

## Biografía
Nació en Oakland (California), hija de Philip W. (un profesor de ciencias políticas) y Barbara (Jacobs) Buck, y nieta del escritor W. W. Jacobs. Estudio en la University College de Londres de 1951–52.
Su obra más conocida fue Find Me (1977), donde se trata las enfermedades mentales, que todavía se utiliza como un texto establecido para las calificaciones de teatro en las escuelas del Reino Unido. Otras obras suyas fueron Gymnasium (1972), Loved (1980), Best Friends (1984), Strike Up The Banns (1990), y Mirror Mirror (1992). También escribió adaptaciones para la BBC, incluida la versión de 2001 del clásico de Thomas Mann La montaña mágica; protagonizado por Paul Scofield en uno de sus grandes éxitos radiofónicos.

## Vida privada
Se casó con el actor Patrick Wymark, con el que coincidió en la University College de Londres de 1953 hasta su muerte en 1970. Patrick, suyo nombre de nacimiento era Cheeseman, adquirió su nombre artístico del apellido del abuelo de Olwen. Tuvieron cuatro hijos: la actriz Jane, Rowan, Dominic, y Tristram. Wymark residió casi toda su vida en Londres.

## Citas
En una entrevista en Contemporary Authors: "Desde los años cincuenta hasta que murió mi marido en 1970 escribí obras de teatro porque quería; ahora los escribo para ganarme la vida. Aunque nunca he escrito una obra 'comercial', tengo que vender mi trabajo. En consecuencia, creo que mis obras se han vuelto menos oscuras (y pretenciosas), y me siento más atraída por la comedia. El teatro es mi primera pasión, pero me encanta escribir para la radio y me gustaría escribir más para la televisión y realmente me gustaría escribir una película".